# Neopomacentrus bankieri
Neopomacentrus bankieri es una especie de peces de la familia Pomacentridae en el orden de los Perciformes.

## Morfología
Los machos pueden llegar alcanzar los 8 cm de longitud total.

## Hábitat
Es un pez de mar.

## Distribución geográfica
Hay dos  poblaciones aisladas: una en el Mar de la China Meridional y el Mar de Java y la otra al este de Queensland (Australia) y al sur de Papúa Nueva Guinea.